# Intercontinental Cup basketbal 1976
De Intercontinental Cup (basketbal) in 1976 vond plaats in Buenos Aires. Van FIBA Europe speelde Real Madrid en Mobilgirgi Varese mee. Van de Liga Sudamericana speelde EC Amazonas Franca en CA Obras Sanitarias mee en van de NCAA speelde Missouri Tigers mee. Uit Afrika kwam ASFA.

## Groepsfase
Eerste dag 1 oktober 1976
| Real Madrid         | 83 – 70 | EC Amazonas Franca |
| CA Obras Sanitarias | 97 – 42 | ASFA               |
| Mobilgirgi Varese   | 89 – 66 | Missouri Tigers    |

Tweede dag 2 oktober 1976
| Real Madrid         | 89 – 51 | ASFA               |
| Mobilgirgi Varese   | 68 – 67 | EC Amazonas Franca |
| CA Obras Sanitarias | 85 – 65 | Missouri Tigers    |

Derde dag 3 oktober 1976
| Mobilgirgi Varese  | 94 – 46  | ASFA                |
| EC Amazonas Franca | 80 – 67  | Missouri Tigers     |
| Real Madrid        | 109 – 89 | CA Obras Sanitarias |

Vierde dag 4 oktober 1976
| Missouri Tigers     | 85 – 45 | ASFA               |
| CA Obras Sanitarias | 80 – 76 | EC Amazonas Franca |
| Real Madrid         | 79 – 74 | Mobilgirgi Varese  |

Vijfde dag 5 oktober 1976
| EC Amazonas franca | 89 – 57  | ASFA                |
| Mobilgirgi Varese  | 81 – 77  | CA Obras Sanitarias |
| Real Madrid        | 102 – 97 | Missouri Tigers     |

|    | Team                | Pld | W | L | PF  | PA  | Points |
| -- | ------------------- | --- | - | - | --- | --- | ------ |
| 1. | Real Madrid         | 5   | 5 | 0 | 462 | 381 | 10     |
| 2. | Mobilgirgi Varese   | 5   | 4 | 1 | 406 | 355 | 9      |
| 3. | CA Obras Sanitarias | 5   | 3 | 2 | 428 | 373 | 8      |
| 4. | EC Amazonas Franca  | 5   | 2 | 3 | 382 | 355 | 7      |
| 5. | Missouri Tigers     | 5   | 1 | 4 | 380 | 401 | 6      |
| 6. | ASFA                | 5   | 0 | 5 | 241 | 454 | 5      |